# Senhor de Sarzedas
Senhor de Sarzedas é um título nobiliárquico criado por desconhecido em data desconhecida, em favor de Fernão da Silveira.
Titulares
1. Fernão da Silveira, 1.º Senhor de Sarzedas de juro e herdade;
2. Francisco da Silveira, 2.º Senhor de Sarzedas de juro e herdade;
3. Fernão da Silveira, 3.º Senhor de Sarzedas de juro e herdade;
4. D. Rodrigo Lobo da Silveira, 4.º Senhor de Sarzedas de juro e herdade;
5. D. Luís Lobo da Silveira, 5.º Senhor de Sarzedas de juro e herdade;
6. D. Rodrigo Lobo da Silveira, 6.º Senhor de juro e herdade e 1.º Conde de Sarzedas.